# Bit
Bit [biːt] (teleskopord av engelska binary digit, ”binär siffra”; plural bitar eller bit) är grundenheten för information. En bit kan anta ett av två värden, som vanligen representeras av 0 eller 1. Inom informationsteorin är bit ekvivalent med enheten shannon, uppkallad efter Claude Shannon.
De två värdena på en bit kan också tolkas som sanningsvärden (sant/falskt, ja/nej), algebraiska tecken (+/−), aktiveringstillstånd (på/av), eller något annat tvåvärdigt attribut. Överensstämmelsen mellan dessa värden och det fysiska tillståndet av den bakomliggande lagringen eller enheten är en fråga om konvention, och olika tilldelningar kan användas även inom samma enhet eller program. Längden av ett binärt tal kan refereras till som dess bitlängd.
En kvantbit eller qubit är ett kvantsystem som kan existera i överlagring av två klassiska (icke-kvant)bitvärden.
Symbolen för bit, som en informationsenhet, är antingen bit (rekommenderat av standarden IEC 80000-13:2008) eller gement b (rekommenderat av standarden IEEE 1541-2002). En grupp av åtta bitar kallas vanligen för en byte, men historiskt är storleken på en byte inte strikt definierad. Termen oktett kan användas då man vill undvika tvetydighet.

## Definition
En bit definieras som den erhållna informationen vid utfallet av en slumpmässig händelse {\displaystyle k}. Informationen definieras som {\displaystyle -\log _{2}p_{k}}, där {\displaystyle p_{k}} är sannolikheten att {\displaystyle k} inträffar. Ju högre sannolikheten är desto mindre blir informationen. En alternativ definition är osäkerheten i {\displaystyle k}, som exempelvis kan vara en binär slumpvariabel som kan anta värdet 0 eller 1 med lika stor sannolikhet.

## Historia
Kodning av data med diskreta bitar i specifika positioner på hålkort uppfanns av Basile Bouchon och Jean-Baptiste Falcon (1732). Tekniken utvecklades av Joseph Marie Jacquard (1804) och senare av Semen Korsakov, Charles Babbage, Hermann Hollerith och tidiga datortillverkare som IBM. En annan variant av denna idé var hålremsan. I alla dessa system förmedlar mediet (kortet eller bandet) bitar av information: huruvida en viss position har ett stansat hål eller inte. Kodning av text genom bitar användes också i morsekod (1844) och tidiga digitala kommunikationsmaskiner såsom teletyper och tickermaskiner (1870).
Ralph Hartley föreslog användning av ett logaritmiskt informationsmått (1928). John W. Tukey introducerade ordet bit den 9 januari 1947 som en förkortning av binary digit ("binär siffra"). Ordet fick spridning genom Claude E. Shannons inflytelserika verk En matematisk kommunikationsteori (1948). Intressant är att Vannevar Bush 1936 skrev om "informationsbitar" lagrade på hålkort (som användes i den tidens mekaniska datorer).
Den första programmerbara datorn, byggd av Konrad Zuse, använde binär notation för tal.

## Representation
| Antal | Antal         |
| Bitar | Tillstånd     |
| ----- | ------------- |
| 0     | 1             |
| 1     | 2             |
| 2     | 4             |
| 3     | 8             |
| 4     | 16            |
| …     | …             |
| 8     | 256           |
| 10    | 1 024         |
| 12    | 4 096         |
| 14    | 16 384        |
| 16    | 65 536        |
| …     | …             |
| 32    | 4 294 967 296 |

För binär representation av det naturliga talet n är minst {\displaystyle \log _{2}n} bitar nödvändiga, vilket på ett mer praktiskt sätt kan skrivas som {\displaystyle \lceil \,\,\log _{2}n\,\,\rceil } (utvärdet till en takfunktion av ett heltal). Detta innebär att en mängd som kan anta n värden, exempelvis talen 0 och {\displaystyle n-1}, kan representeras av {\displaystyle \lceil \,\,\log _{2}n\,\,\rceil } bitar. Exempelvis, för en signal med 9 möjliga tillstånd är {\displaystyle \lceil \,\,\log _{2}9\,\,\rceil =\lceil 3,1699\rceil =4} bitar nödvändiga (1001 är den binära representationen av 9).
Det minsta antalet tillstånd som ett digitaltekniskt system kan anta är två, vilket kan uttryckas och lagras med hjälp av {\displaystyle \log _{2}2=1} bit. Ett par definierade villkor som representeras av en bit är exempelvis:
- Resistansen under kopplingstillståndet för en transistor (låg eller hög)
- Tillståndet hos en lampa (tänd eller släckt)
- Riktningen hos en analog signal (− eller +)

En lampa kan anta två olika tillstånd (släckt eller tänd). I exemplet nedan är 0 = släckt och 1 = tänd, men om så önskas fungerar även det omvända.
Lampans tillstånd:  Lampa släckt (0)  Lampa tänd (1)

Med en enda bit kan informationen om lampans tillstånd visas:

Information i en bit: 
På samma sätt kan tillståndet som ett normalt fungerande trafikljus kan anta (röd, gul eller grön) uttryckas och lagras med hjälp av {\displaystyle \lceil \,\,\!^{2}\log 3\,\,\rceil =\lceil 1,5849\rceil =2} bitar (exempelvis 00 = röd, 01 = gul och 10 = grön).
Symboliskt – oberoende av den fysiska representationen – anges de två tillstånden hos bitarna som:
- sant eller falskt (i en boolesk variabel), eller
- 0 eller 1 (i en binär numerisk variabel)

H → 1, L → 0 kallas för positiv logik, medan det omvända kallas för negativ logik.

## Lagring
I de tidigaste icke-elektroniska informationsbehandlingsanordningarna, såsom Jacquards vävstol och den analytiska maskinen, lagrades en bit ofta  som positionen för en mekanisk hävstång eller kugghjul, eller närvaron eller frånvaron av ett hål vid en viss punkt i ett hålkort eller hålremsa. I de första elektriska apparaterna för diskret logik (exempelvis hissar, trafiksignalsstyrkretsar, telefonväxlar och Konrad Zuses dator) representerades bitar som tillstånden hos elektroniska reläer som kan vara antingen ”öppen” eller ”sluten”. När reläer ersattes med elektronrör, i början på 1940-talet, experimenterade datorbyggare med en mängd olika lagringsmetoder, såsom tryckpulser som rör sig ned längs en fördröjningskvicksilverlinje, laddningar lagrade på insidan av ett katodstrålerör, eller ogenomskinliga fläckar tryckta på optiska skivor med fotolitografiska tekniker.
Under 1950- och 1960-talet ersattes till stor del dessa metoder med magnetisk lagring såsom kärnminne, magnetband, trumminne och disklagring, där en bit representerades av polariteten av magnetiseringen av en viss del av en ferromagnetisk film, eller genom ett polaritetsskifte från en riktning till den andra. Samma princip användes senare i bubbelminnen som utvecklades under 1980-talet, och som fortfarande finns i olika magnetremsebiljetter såsom tunnelbanebiljetter och vissa kreditkort.
I moderna halvledarminnen, såsom dynamiska minnen, kan de två värdena för en bit representeras av två nivåer av elektrisk laddning som lagras i en kondensator. I vissa typer av programmerbara logiska matriser och read-only memories, kan en bit representeras av närvaron eller frånvaron av en ledande väg vid en viss punkt i en krets. I optiska skivor, representeras en bit av närvaron eller frånvaron av en mikroskopisk grop på en reflekterande yta. I endimensionella streckkoder, är bitarna representerade av tjockleken av alternerande svarta och vita linjer.

## Överföring och behandling
Bitar överförs en i taget i seriell överföring, och multipelt i parallell överföring. En bitvis operation processar en bit åt gången. Dataöverföringshastigheter mäts vanligen i decimala SI-multipler av enheten bit per sekund (b/s), exempelvis kilobit per sekund (kb/s).

## Enhet och symbol
Biten är inte definierad i internationella måttenhetssystemet (SI). Emellertid har International Electrotechnical Commission (IEC) utfärdat standarden IEC 60027, som anger att även symbolen för enheten bör vara bit, och att detta bör användas i alla multipler, exempelvis kbit för kilobit. Den gemena bokstaven b används dock också i stor utsträckning som symbol för bit, och rekommenderas av IEEE, genom standarden IEEE 1541-2002. Däremot skall den inte förväxlas med den versala bokstaven B, som är symbolen för byte.

### Multipler av bit
Multipla bitar kan uttryckas och representeras på flera sätt. För förenkling av representation av vanliga återkommande bitgrupper, har flera informationsenheter traditionellt använts – den vanligaste är byte, myntad av Werner Buchholz i juli 1956, som historiskt har använts för att representera antalet bitar som används för att koda ett tecken (tills UTF-8 multibytekodning tog över) i en dator, och som av denna anledning användes som det grundadresserbara elementet i många datorarkitekturer. Utvecklingen av hårdvaruformgivningen sammanlöpte på den vanligaste implementationen av användningen av 8 bitar per byte, eftersom det är vitt använt idag. På grund av tvetydigheten i att förlita sig på den underliggande hårdvaruformgivningen, definierades enheten oktett att uttryckligen ange en sekvens av 8 bitar.
Datorer brukar manipulera bitar i gruppar om en fast storlek, konventionellt kallade ”ord”. Liksom byte, varierar även antalet bitar i ett ord med hårdvaruformgivningen, och det är typiskt mellan 8 och 80 bitar, eller ännu mer i vissa specialiserade datorer. Från och med 2000-talet, har persondatorer och serverdatorer i detaljhandeln en ordstorlek på 32 eller 64 bitar.
SI definierar en serie decimalprefix (SI-prefix) för multipler av standardiserade enheter, vilka även frekvent används för bit och byte. Prefixen kilo (103) upptill yotta (1024) utgör multipler av 1000, och de motsvarande enheterna är kilobit (103 bitar) och yottabit (1024 bitar).

## Binära logaritmer till andra baser

Ersättning av den binära logaritmen till logaritmen av e, 3 eller 10 leder till de sällan använda enheterna nat, trit och hartdit, motsvarande {\displaystyle \log _{2}e\approx 10/7,\ \log _{2}3\approx 8/5,\ \log _{2}10\approx 10/3} bitar, respektive.